# Flank (gymnastiek)
De flank is een element uit het turnen, dat voornamelijk wordt geturnd op het paardvoltige. Bij het flanken steunt de turner op zijn handen, waarbij het lichaam rond het steunpunt draait, zonder dat de turner om zijn eigen lichaamsas roteert. 
Het flanken wordt binnen het herenturnen beschouwd als een profielelement, aangezien het een onmisbaar element is van alle moeilijkere oefeningen op het paardvoltige. 